# Maral

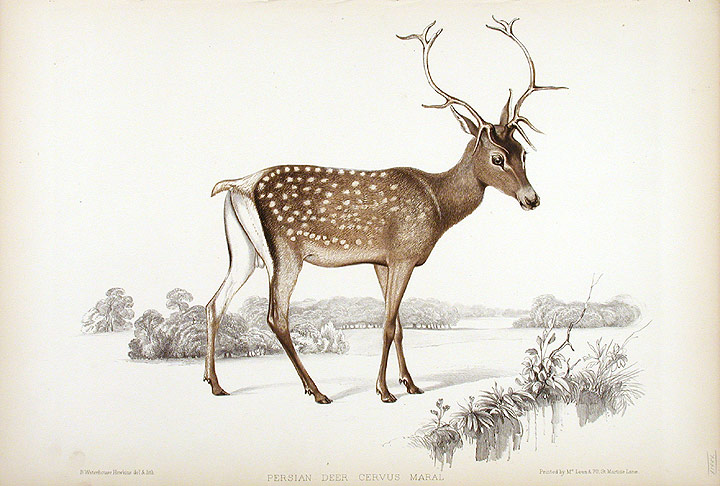
Kaspiskt rådjur

Maral, stavas även Meral, är ett turkiskt kvinnonamn som betyder "rådjur".
Namnet förekommer i Turkiet, Iran och Centralasien. 